# Sparten

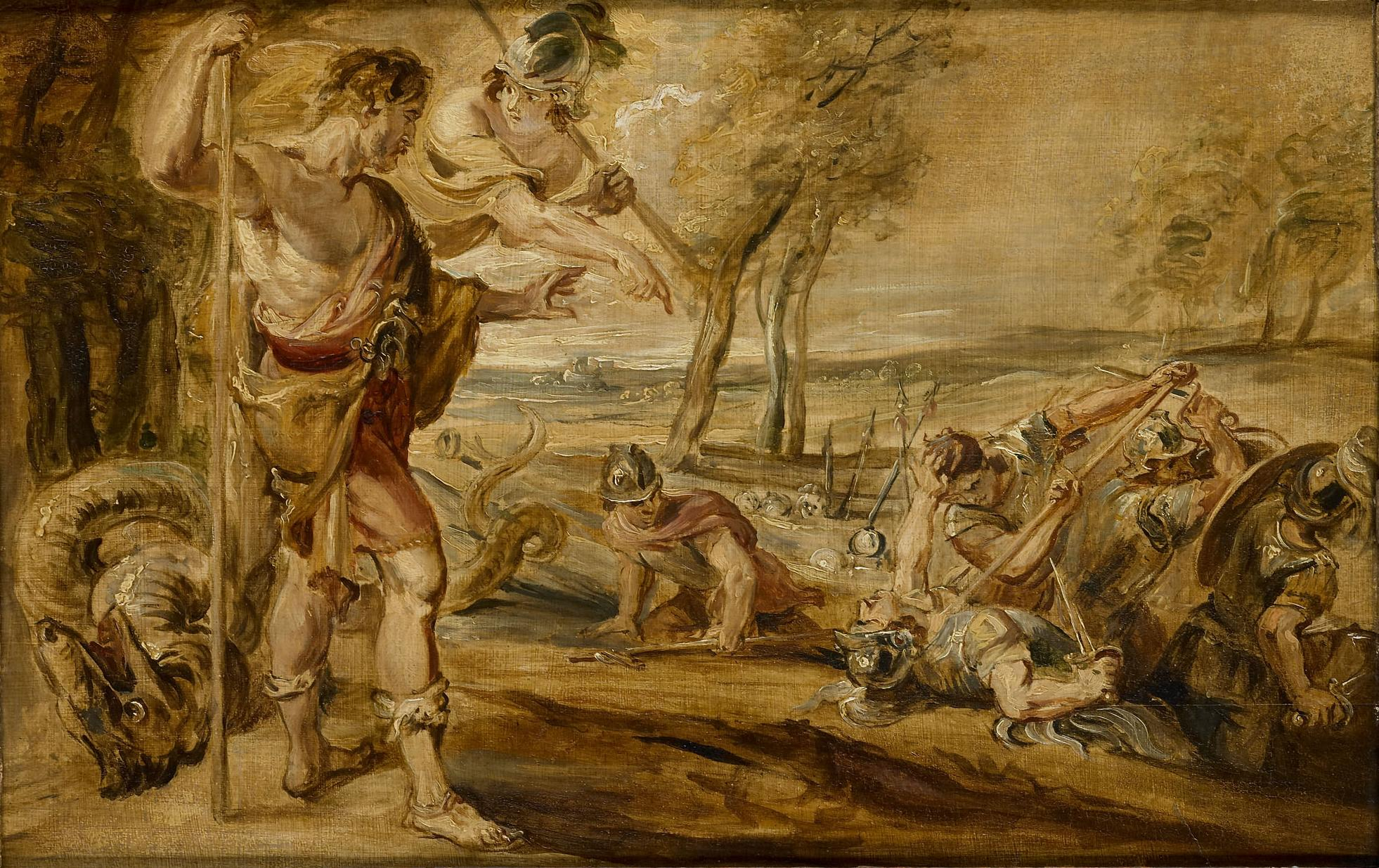
Cadmus zaait drakentanden, schilderij uit het atelier van Peter Paul Rubens (tussen 1636 en 1700)

De Sparten of Spartoi (Oudgrieks:   Σπαρτοί, wat letterlijk gezaaide mannen betekent) zijn figuren uit de Griekse mythologie.
De Sparten ontstonden toen Cadmus in opdracht van Pallas Athena de tanden van een draak, die volgens een versie in de Bibliotheca van Pseudo-Apollodorus een zoon was van de oorlogsgod van Ares, in de aarde zaaide om zo een leger van krijgers te oogsten. De krijgers bleken echter zo gewelddadig dat Cadmus uit angst voor hen een steen naar hen gooide. De krijgers dachten allemaal dat een van de anderen de werper was en gingen elkaar te lijf. Slechts vijf bleven er over: Chthonius, Echion, Hyperenor, Oudaeus en Pelorus. De vijf speelden een grote rol bij de stichting van Thebe. Wel moest Cadmus als straf voor het doden van de draak een jaar de slaaf van Ares zijn. Echion trouwde later met Agave.